# Rytigynia dewevrei
Rytigynia dewevrei är en måreväxtart som först beskrevs av De Wild. och Théophile Alexis Durand, och fick sitt nu gällande namn av Robyns. Rytigynia dewevrei ingår i släktet Rytigynia och familjen måreväxter. Inga underarter finns listade i Catalogue of Life.